# Pedinella
Genre
Pedinella est un genre d'algues unicellulaires vivant sous forme libre (planctonique) ou attachée au substrat. C'est un flagellé heterokonte décrit pour la première fois en 1887 par A.V. Vysotskij, près de la ville de Sloviansk (Ukraine).
Le genre est monospécifique, la seule espèce étant Pedinella hexacostata Vysotskij.
 Pedinella a la forme d'une cloche inversée ou d'une pomme munie d'une tige située à l'extrémité postérieure de la cellule. Celle-ci a un long flagelle apical, en forme de ruban, et, un second également apical, réduit à son corps basal,. Les cellules sont à symétrie radiale, avec un gros noyau central, entouré équatorialement par un certain nombre de chloroplastes qui font gonfler le corps cellulaire et repousse les plastes contre la membrane plasmique,.
L'organisme vit en eau douce ou saumâtre et est un mixotrophe capable de se nourrir par autotrophie (photosynthèse), ou par hétérotrophie en ingérant des substances organiques présentent dans son environnement.